# إحسان الحق
إحسان الحق (22 سبتمبر 1949)، الحائز على وسام امتياز وهلال امتياز ووسام الملك عبد العزيز ووسام شرف، هو جنرال متقاعد برتبة أربعة نجوم في الجيش الباكستاني ومسؤول عام. خدم بصفة رئيس لهيئة الأركان المشتركة، وعُيّن في أكتوبر 2005 حتى تقاعده في عام 2007.
تقاعد بعد 40 عامًا من الخدمة العسكرية وعمل في قطاع الشركات، إذ أدار أعمالًا في قطاع الرعاية الصحية، وكثيرًا ما يعرض مهاراته في التحدث أمام الجمهور بشأن القضايا السياسية الخارجية لباكستان في ما يتعلق بجامعة الدول العربية.

## السيرة الشخصية
وُلد إحسان الحق في ماردان خيبر-باختونخوا في باكستان في 22 سبتمبر 1949، وتتحدث أسرته اللغة البشتونية. تلقى تعليمه في مدرسة القوات الجوية الباكستانية العامة في سرغودا، وهي مدرسة تحت إدارة قيادة القوات الجوية التعليمية، وحصل على شهادة الثانوية العامة في عام 1967. التحق بالجيش الباكستاني في نفس العام، وقد وُجّه لارتياد الأكاديمية العسكرية الباكستانية في كاكول، حيث خدم في صف الدورة الحادية والأربعين من الأكاديمية في عام 1969. وبرتبة ملازم ثانٍ، كُلف إحسان بالخدمة في قيادة الدفاع الجوي للجيش، وكان يخدم في الجبهة الغربية للحرب الثالثة مع الهند في عام 1971.
بعد الحرب مع الهند في عام 1971، ذهب لارتياد جامعة الدفاع الوطني في إسلام أباد، حيث حصل على درجة الماجستير في الدراسات الحربية عام 1977، بالإضافة إلى ارتياده كلية القيادة والأركان في كويتا عام 1977  حيث تخرج منها عام 1980.
اشتُهر إحسان، باعتباره متخصصًا في الحرب ضد الطائرات، بعد حصوله على شهادة الماجستير وتخرجه من جامعة جيش التحرير الشعبي الصيني للقوات الجوية في تشنغتشو الصين.

## تعيينات الحرب والقيادة في الجيش
في عام 1977، التحق الرائد إحسان بقيادة القوات المسلحة الباكستانية والشرق الأوسط، حيث عمل لأول مرة كمدرب للقوات الجوية الإيرانية كضابط تبادل حتى عام 1980. ولكنه ترك مهمته الإرشادية في سلاح الجو الإيراني قبل بدء الحرب بين إيران والعراق، وانتُدب بتكليف إلى قيادة الدفاع الجوي السعودي الملكي، حيث خدم حتى 1983-1984. وفي عام 1986، ذهب إحسان إلى الولايات المتحدة ليلتحق بكلية إدارة اللوجستيات التابعة لجيش الولايات المتحدة في فورت لي في فرجينيا، وتخرج منها عام 1989.
تولى العميد إحسان قيادة لواء المشاة 117 في عام 1990، وتولى بعدها قيادة اللواء 46 إيه دي، ونائب الأمين العسكري في القيادة العامة حتى عام 1994، رُقّي بعدها إلى رتبة نجمتين وقاد فرقة الدفاع الجوي الثالثة حتى عام 1996. تولى اللواء إحسان في وقت لاحق قيادة فرقة المشاة السادسة عشرة المتمركزة في بانو عقيل في السند باعتباره قائد المنطقة، وبقي في منصبه حتى 1996-1997.
بعد الاستيلاء العسكري على الحكومة المدنية في عام 1999، عُيّن اللواء إحسان مديرًا عامًا للمخابرات العسكرية وتولى قيادة المخابرات العسكرية بدلًا من اللواء جمشيد غولزار كياني، وبقي في هذا المنصب حتى أبريل 2001.
في أبريل 2001، عُيّن الفريق إحسان كقائد ميداني للفيلق الحادي عشر المتمركز في بيشاور، لكنه ظل في هذا المنصب القيادي فقط حتى أكتوبر 2001.

## مدير المخابرات الباكستانية (2001-2004)

### الهندسة السياسية والديمقراطية الخاضعة للرقابة
في 7 أكتوبر 2001، عُيّن الفريق إحسان بشكل مفاجئ مديرًا عامًا لدائرة المخابرات المشتركة كجزء من إعادة تنظيم كبير حدث عندما اتجه الرئيس برويز مشرف إلى إقالة جنرالات جيشه الرئيسيين المشاركين في الانقلاب العسكري في عام 1999. وقد كان تعيينه ردًا على إقالة مدير المخابرات الباكستانية محمود أحمد بعد الهجمات الإرهابية التي وقعت في الولايات المتحدة في سبتمبر عام 2001، والتي أعقبها الغزو الأمريكي لأفغانستان في أكتوبر 2001.
عرضت وكالة استخبارات الدفاع الأمريكية ملفه الشخصي في يونيو عام 2002، والذي وصفه بأنه يحمل «آراء إسلامية معتدلة» وبأنه «تحت حماية» الرئيس مشرف، وذُكر فيه أن علاقة الرجلين تعد قوية.
وُصف أيضًا بأنه «يدرك تمامًا مشكلات الصورة الكلية، ويظهر دعمًا قويًا للديمقراطية، ويدافع عن حاجة باكستان لحكومة ديمقراطية مدنية شرعية» و«منفتحة على المسؤولين الأميركيين». وفقًا لوكالة استخبارات الدفاع الأمريكية، فإن إحسان يعتقد أن الهدف النهائي لسياسة باكستان في التعامل مع طالبان هو جعل سلوك طالبان معتدلًا. لعب دورًا حاسمًا في القبض على عمر شيخ من كراتشي في عام 2002، وهو إرهابي بريطاني وعميل سابق في وكالة الاستخبارات السرية (إم آي 6)، وكان إحسان قد عرف وضعه كعميل مبكرًا في عام 1999.
في عام 2002، قام إحسان بهندسة سياسية لحزب وسط بقيادة شجاع حسين والذي يعارض كلًا من حزب الرابطة الإسلامية المحافظ وحزب الشعب الباكستاني اليساري، وقدم دعم وكالته للترويج لجدول أعمال الرئيس مشرف من خلال الحزب السياسي الجديد على الساحة السياسية للبلاد.
لعب دورًا حاسمًا في تقسيم الحزبين الرئيسيين، إذ انبثق عن حزب الرابطة الإسلامية «ن» حزب الرابطة الإسلامية «ق»، بينما شكّل حزب الشعب الباكستاني البرلمانيين في عهد أمين فهيم لمحاربة الضغوط التي مارسها الفريق إحسان. بعد الانتخابات العامة التي أجريت في عام 2002، ظلت المخابرات الباكستانية تحت قيادة إحسان نشطة سياسيًا لتوفير الدعم السياسي لإضفاء الشرعية على الانتخابات الرئاسية في 2004.
في عام 2018، كشف كاتب العمود الأردي محمود شعم أن الفريق إحسان عارض بشدة ترشيح فضل الرحمن وضغط بشكل خاص على تحالف (إيه آر دي) (التحالف من أجل استعادة الديمقراطية)، بقيادة بناظير بوتو ومجلس العمل المتحد المتطرف، لسحب اسم الأخير لصالح ظفر الله خان جمالي.

## جدل التعيينات والعنف شمال غرب باكستان
في عام 2004، أكدت حكومة باكستان تقاعد الجنرال عزيز خان من منصبه كرئيس لهيئة الأركان المشتركة في الوقت المناسب، وكان يُعتقد أن السباق بين الأدميرال شهيد كريم وكبار جنرالات الجيش في الجيش الباكستاني. ففي قسم الجيش لوحده كان هناك ثمانية جنرالات يتسابقون من أجل الترقية إلى أربعة نجوم إلى جانب الأدميرال شهيد كريم، وهم حسب الأقدمية:
1-   الأدميرال شهيد كريم رئيس أركان البحرية ومقره في إسلام أباد.
2-   الفريق حميد جافيد ضابط الأركان الرئيسي في رئاسة إسلام أباد.
3-   الفريق جاويد حسن القائد الميداني لفيلق «إكس إكس إكس» في غوجرانوالا البنجاب.
4-   الفريق منير حفيظ رئيس المكتب الوطني للمساءلة في إسلام أباد.
5-   الفريق أحسن سليم حياة القائد الميداني للفيلق المتمركز في كراتشي السند.
6-   الفريق طارق وسيم غازي رئيس جامعة الدفاع الوطني في إسلام أباد.
7-   الفريق محمد أكرم القائد الميداني للفيلق الثاني المتمركز في ملتان البنجاب.
8-   الفريق سيد بارويز شهيد القائد الميداني لفيلق «إكس إكس إكس آي» المتمركز في باهاوالبور البنجاب.
9-  الفريق إحسان الحق مدير عام المخابرات الداخلية.
على الرغم من مواطن الضعف لديه بالنسبة للأقدمية والمؤهلات، أعلن الرئيس مشرف ترقية الفريق إحسان إلى أربعة نجوم، ليليه لاحقًا الأدميرال شهيد كريم وثمانية من كبار ضباط الجيش في الجيش الباكستاني في 7 أكتوبر 2004. في الأوساط العامة والإعلام، نُظر إلى هذا التعيين على أنه «ستار للجدل حول كون الرئيس مشرف عسكريًا واستمراره قائدًا للجيش بعد 31 ديسمبر 2004»، فاعتُبر هذا التعيين مثيرًا للجدل من قبل الدوائر السياسية في البلاد.
في 18 ديسمبر 2004، عُيّن الجنرال إحسان كأول عقيد في قيادة الدفاع الجوي للجيش. في عام 2005، ذهب الجنرال إحسان في زيارة إلى الصين للحفاظ على العلاقات الدفاعية بهدف تعزيز صناعة الأسلحة.
بصفته رئيسًا لهيئة الأركان المشتركة، أشرف على نشر القوات في المناطق القبلية لإنهاء العنف ودعم خطته واستراتيجيته لكسب الدعم الشعبي، على الرغم من تردد الولايات المتحدة في عام 2006. وفي عام 2007، اعترف الجنرال إحسان علنًا حين شهد بفشله في إنهاء العنف في آسيا الوسطى والعرب الأفغانيين، مشيرًا إلى أن «مقاتلي القاعدة وطالبان استخدموا اتفاقية السلام لعام 2006 لإعادة تجميع صفوفهم وشن هجمات إرهابية في كل من باكستان وأفغانستان».